# Harris Farm Markets
Harris Farm Markets ist eine Supermarktkette im australischen Bundesstaat New South Wales mit 26 Filialen, die auf frische Lebensmittel spezialisiert ist.

## Geschichte
Die erste Harris Farm Filiale wurde 1971 im australischen Villawood von David Harris erbaut, der das Geschäft an drei seiner fünf Söhne weitergab.

## Angebot
In den 26 Filialen der Kette werden vor allem Obst und Gemüse verkauft. Die Kette bietet neben australischen Produkten wie Pies, Croissants, Brot und Getränken zusätzlich europäische und asiatische Spezialitäten an. In manchen Filialen gibt es seit 2014 die sogenannten Imperfect Picks, bei denen unförmiges Obst und Gemüse, das sonst im Müll landen würde, zu einem günstigeren Preis verkauft wird.
Harris Farm Markets bietet einen Online-Service an, mit dem man sich Produkte nach Hause liefern lassen kann.